# Aurélie Santon
Pour les articles homonymes, voir Santon.
Aurélie Santon, née le 7 novembre 1982 à Moûtiers en Savoie, est membre de l'équipe de France de ski alpin (groupe technique).
Elle est attachée au Ski-club de Méribel - EMHM (École Militaire de Haute Montagne).

## Principaux résultats
- 2006 : Championne de France de géant et de combiné, 3e en super-G + 3 podiums en Coupe d'Europe,
- 2007 : 14e place en Coupe du Monde à Aspen en géant, 18e aux Championnats du Monde à Åre en Suède (géant)+ 3e en super-G aux Championnats de France,
- 2008 : Circuit Coupe du Monde.

## Championnats de France
Elle a été 2 fois Championne de France Elite dont : 
- Championne de France de Slalom Géant en 2006
- Championne de France de Combiné en 2006